# London Heathrow Airport
 Der er for få eller ingen kildehenvisninger i denne artikel, hvilket er et problem. Du kan hjælpe ved at angive troværdige kilder til de påstande, som fremføres i artiklen.

London Heathrow Airport (IATA: LHR, ICAO: EGLL) eller bare Heathrow er Storbritanniens travleste lufthavn, og lufthavnen med de fleste forbindelser. Det er den travleste lufthavn i Europa målt på passagerer, men kun den tredjetravleste målt på flybevægelser og fragt. 
Målt på international passagertrafik er Heathrow Airport verdens travleste lufthavn, og målt på total passagertrafik er den verdens tredjetravleste lufthavn. I 2011 blev lufthavnen kåret til verdens største lufthavn.
Heathrow ligger 24 km vest for Londons bycentrum.
Lufthavnen har i øjeblikket fem passagerterminaler og en fragtterminal. I november 2001 blev der givet tilladelse til en femte passagerterminal, som blev indviet i 2008. Terminal 5 er dimensioneret til at modtage Airbus A380.
Lufthavnen er hjemmebase for flyselskaberne British Airways og Virgin Atlantic.